# アレジアント・スタジアム
アレジアント・スタジアム（Allegiant Stadium）は、アメリカ合衆国ネバダ州ラスベガス都市圏のパラダイスにある屋内型ドームスタジアム。NFLのラスベガス・レイダースとネバダ大学ラスベガス校のUNLVレベルズが使用する。スタジアムは州間高速道路15号線沿いにあり、隣接地にはマンダレイ・ベイがある。2017年9月に建設が始まり、2020年7月末には利用可能となった。2020年9月21日のマンデーナイトフットボールが最初のイベントとなった。アレジアント・エアが命名権を獲得している。

## 概要

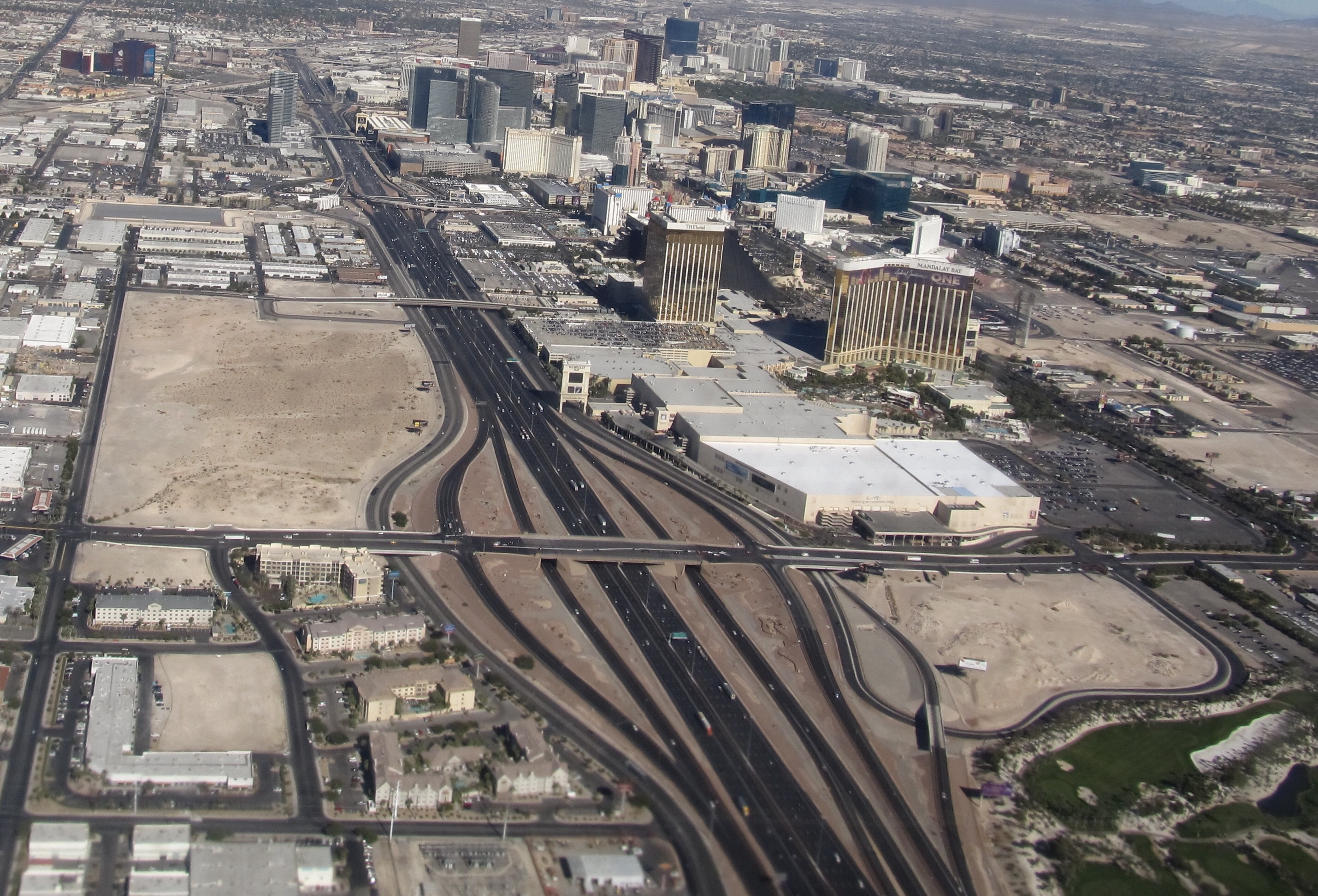
2015年時点の建設予定地の様子

スタジアム建設地は長年空地となっていた。2017年夏に18億ドルの建設費を投じて11月13日、ロジャー・グッデルNFLコミッショナー、マーク・デービスレイダースオーナーらが出席して起工式が行われた。2020年7月末に利用可能となり、2020年9月21日のNFLゲームがこけら落としとなった。将来的にはスーパーボウル、NCAAファイナルフォー、レッスルマニア、モンスタージャムワールドファイナルなどの大型スポーツイベントの誘致を目指す。2022年にはプロボウルが開催され、2023年にもザ・プロボウル・ゲームが開催。
ドーム型スタジアムであり、半透明の屋根は開閉しないがラスベガス・ストリップに面したカーテン状の窓が開閉する。ネバダ大学ラスベガス校（UNLV）の使用時には床には人工芝が敷かれるが、ラスベガス・レイダース使用時には外部から天然芝を乗せたプレートが運び込まれる。
コロナウイルス感染症の流行により、2020年シーズンのレイダースの試合はすべて無観客となった。同シーズンのUNLVレベルズの試合は3%に観客数を制限して行われた。
2021年7月3日にイレニアムによる同スタジアム初の音楽イベントが行われ、プロレスではWWEによるサマースラムが8月21日に開催された。
2024年2月11日に第58回スーパーボウルが開催され、チーフスがOTのタッチダウンで優勝した。。
2024年3月2日にはナショナルラグビーリーグ開幕ダブルヘッダーが開催 、さらには2025年4月19・20日にはレッスルマニア41、2028年には第90回NCAA全米大学バスケ選手権ファイナルフォーが開催予定である。